# Vitória do Xingu
Vitória do Xingu là một đô thị thuộc bang Pará, Brasil. Đô thị này có diện tích 2966,329 km², dân số năm 2007 là 9709 người, mật độ 3,27 người/km².